# Delphine Lehericey
Delphine Lehericey (Neuchâtel, Suiza, 1975) es una directora de cine y actriz suiza afincada en Bélgica. Su segundo largometraje, El horizonte (2019) ganó el Swiss Film Prize 2020 en dos categorías (Mejor película de ficción, Mejor guion).

## Biografía
Delphine Lehericey estudió Artes Escénicas en la Universidad de París X. Durante 10 años interpretó y participó en varias creaciones escénicas, luego se formó como videógrafa, organizó y participó en cursos de escenografía y dirección de actores
Fue ayudante de dirección con Frédéric Fonteyne y más tarde dirigió su primer largometraje, Puppylove (2013). Previamente, en 2007, dirigió un mediometraje, Comme à Ostende (Festival de Cine de Locarno, Cinéastes du Present ).
En 2009, codirigió un documental Les Arbitres con los productores del espectáculo Strip-tease, seguido en 2011 por otro documental sobre el diseñador Jean-Paul Lespagnard Moda en Bélgica.
En 2013, su primer largometraje, PuppyLove, protagonizado por Solène Rigot y Vincent Perez, se presentó en el festival Internacional de San Sebastián.
En 2019 se estrena en pantalla su segundo largometraje Le Milieu de l'horizon tras una primera selección en el Festival de San Sebastián, sección Nuevos Directores.

## Filmografía

### Televisión
- 2012 : Moda en Bélgica

### Cine
- 2007 : Como en Ostende
- 2009 : Mata al árbitro
- 2013 : amor de cachorro
- 2019 : El horizonte [7]
- 2022 : Último baile